# 金恩性
金 恩性（キム・ウンソン、ハングル表記：김은성、1971年 - ）は、大韓民国の韓国放送公社 (KBS) 所属のアナウンサー。

## 学歴
- 慶熙大学校 哲学科 学士[1]
- 慶熙大学校 言論情報学部 大学院 ジャーナリズム 修士（碩士）[1]
- 慶熙大学校 言論情報大学院 スピーチコミュニケーション 博士[1]

## 経歴
- 1997年 24期 KBS 公開採用のアナウンサー[1]